# Andesina
L'andesina és un mineral del grup dels silicats. Es tracta d'una varietat d'albita corresponent a la sèrie de les plagiòclasis, principalment trobada en la roca volcànica andesita, en la serralada dels Andes, d'aquí el seu nom, car és abundant en les laves dels volcans d'aquesta serralada.
L'andesina va ser descrita per primera vegada l'any 1841 per una ocurrència en la mina de Marmato, Marmato, Cauca, departament de Chocó, Colòmbia. Al començament de la dècada de 2000, pedres precioses de color vermell i verd van començar a comercialitzar-se sota el nom de 'Andesina'. Després d'una certa controvèrsia, aquestes pedres precioses es van descobrir posteriorment que han estat acolorides artificialment.

## Característiques químiques
És un element intermedi en la sèrie de solució sòlida de les plagiòclasis, per la qual cosa es compon d'un 50 - 70% d'albita (NaAlSiO₃), i el restant percentatge d'anortita (CaAl₂Si₂O₈).

## Formació i jaciments
Àmpliament distribuïda en roques ígnies de contingut en sílice intermedi, com són les roques sienites o les andesites. És un mineral característic de fàcies metamòrfic de tipus granulita a amfibolita, comunament com antiperthita; pot trobar-se també com a grans detrítics en roques sedimentàries.
Els principals jaciments estan a Sud-amèrica, associats als dipòsits ignis dels Andes.